# WrestleMania 23
WrestleMania 23 è stata la ventitreesima edizione dell'omonimo evento in pay-per-view prodotto dalla World Wrestling Entertainment. Si è tenuto il 1º aprile 2007 al Ford Field di Detroit. Fu il primo evento tenutosi al Ford Field, ma il secondo nell'area metropolitana di Detroit (dopo WrestleMania III al Pontiac Silverdome nel 1987).
I biglietti per l'evento furono messi in vendita dall'11 novembre 2006. Gli 80.103 spettatori, che provenivano da 24 nazioni, da tutti i cinquanta stati americani e da nove province canadesi, hanno messo nell'economia locale 25 milioni di dollari e fatto di questo evento il più profittevole nella storia della WWE (con oltre 5,38 milioni di dollari in biglietti venduti, battendo il precedente record di 3,9 milioni di dollari di WrestleMania X8 nel 2002) e dell'intero Nord America.

## Storyline

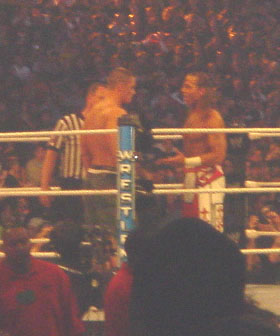
John Cena dovette difendere il WWE Championship contro Shawn Michaels nel main event di WrestleMania 23

Dopo che The Undertaker, vincitore dell'annuale Royal Rumble match, decise di affrontare Batista per il World Heavyweight Championship a WrestleMania; venne annunciato un match per determinare il primo sfidante al WWE Championship di John Cena. Questo incontro, che ebbe luogo durante una puntata di Raw, vide la vittoria di Shawn Michaels su Edge e Randy Orton in un Triple Threat match. Nel successivo episodio di Raw, i Rated-RKO (Edge ed Orton) cercarono di attaccare Cena, ma Michaels intervenne, colpendoli con delle sedie d'acciaio. Così, venne sancito un tag team match tra i Rated-RKO ed il team composto da Cena e Michaels, valido per i World Tag Team Championship detenuti proprio da Edge e Orton. Durante il match, Michaels rischiò di colpire Cena con un Superkick, ma ciò non avvenne ed i due riuscirono a vincere i titoli, diventando campioni di coppia del roster di Raw. A No Way Out, Cena e Michaels sconfissero The Undertaker e Batista in un Tag Team match. Da quel momento in poi, i due futuri rivali, nonché neo campioni di coppia, riuscirono ad aiutarsi a vicenda; ma nell'ultima puntata di Raw prima di WrestleMania, Michaels colpì Cena con una Sweet Chin Music sul finire del loro rematch contro Batista e The Undertaker, dando la vittoria a quest'ultimi.

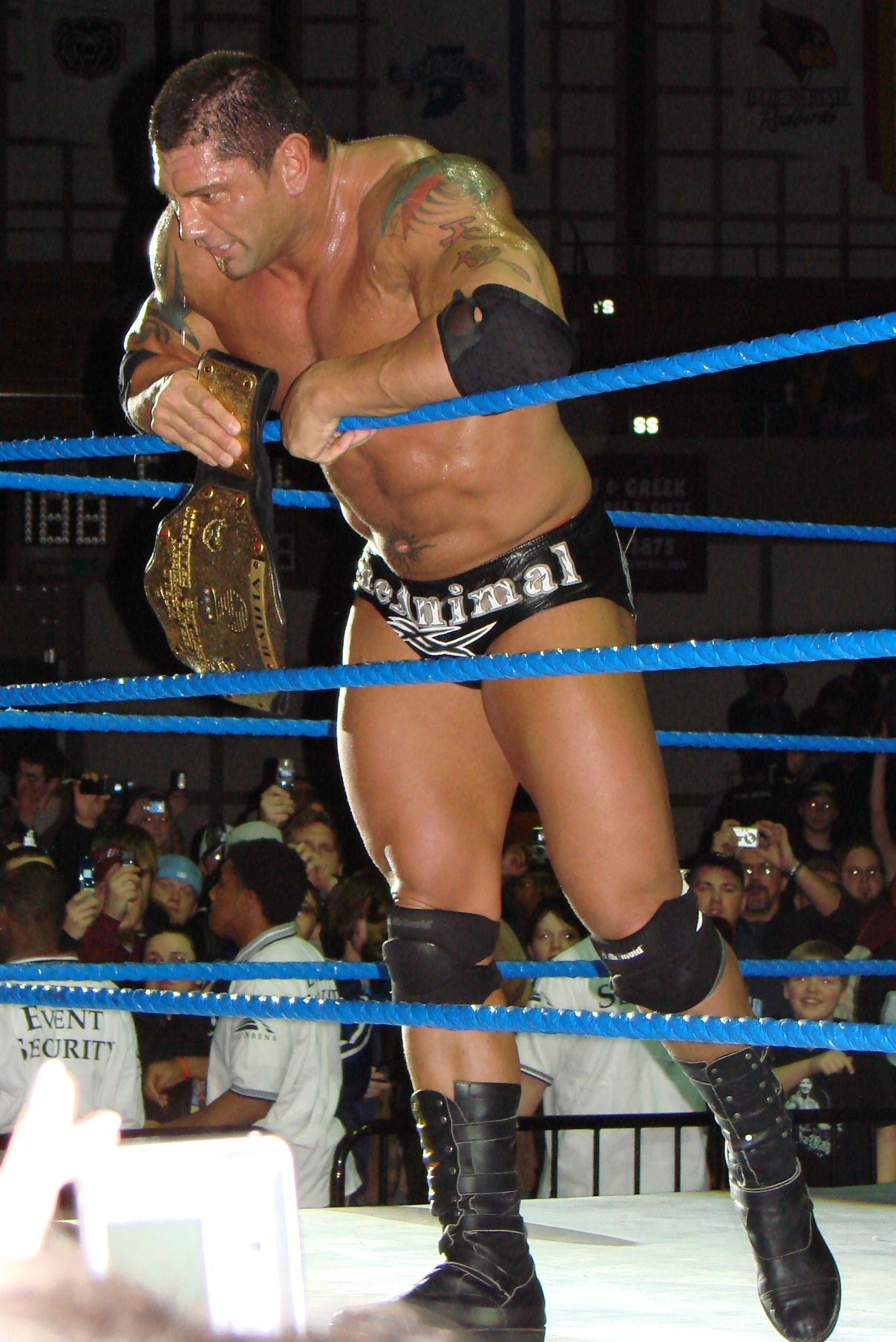
Batista dovette difendere il World Heavyweight Championship dall'assalto di The Undertaker a WrestleMania 23

Dopo la vittoria del Royal Rumble match, The Undertaker poté scegliere di sfidare uno dei tre campioni mondiali (il WWE Champion John Cena, il World Heavyweight Champion Batista oppure l'ECW Champion Bobby Lashley). Nell'episodio di Raw del 5 febbraio, Undertaker scelse di affrontare Batista a WrestleMania, colpendolo con una chokeslam all'interno del ring. Nelle successive puntate di SmackDown!, The Undertaker e Batista combatterono assieme in diversi incontri di coppia in cui Undertaker, però, attaccò diverse volte il suo tag team partner. A No Way Out, Batista si vendicò, attaccando The Undertaker con una Spinebuster, permettendo a John Cena e Shawn Michaels di vincere il match.
Durante la Vince McMahon's "Fan Appreciation Night" della puntata di Raw del 29 gennaio, Donald Trump interruppe il discorso del Chairman della WWE, Vince McMahon, facendo cadere dal soffitto dell'arena grandi quantità di dollari, mandando McMahon su tutte le furie. Così, il mese successivo, i due decisero di sfidarsi in un Hair vs. Hair match a WrestleMania in cui il perdente si sarebbe dovuto rasare i capelli a zero. Il match venne poi definito come la "Battle of the Billionaires" (Battaglia dei Miliardari), dove McMahon scelse l'Intercontinental Champion Umaga come suo rappresentante per il match di WrestleMania, mentre Trump scelse l'ECW Champion Bobby Lashley. Nell'episodio di Raw del 5 marzo, Steve Austin venne nominato l'arbitro speciale del match di WrestleMania tra Umaga e Lashley.
Diverse settimane prima di WrestleMania venne annunciato il terzo Money in the Bank Ladder match consecutivo nella storia dello Showcase of the Immortals ed esso non fu più a sei partecipanti, ma a otto. Vennero disputati otto match di qualificazione in ognuno dei tre brand (Raw, SmackDown! ed ECW) e il primo a qualificarsi fu Edge, vincitore del primo Money in the Bank a WrestleMania 21, che sconfisse a Raw il vincitore dell'anno precedente, Rob Van Dam. Il secondo a qualificarsi fu CM Punk che, nella puntata di ECW on Sci-Fi, sconfisse Johnny Nitro. King Booker fu il terzo a qualificarsi, sconfiggendo Kane in un Falls Count Anywhere match durante una puntata di SmackDown!, grazie all'interferenza di The Great Khali. Successivamente si qualificarono Jeff Hardy (sconfiggendo Shelton Benjamin a Raw), Mr. Kennedy (sconfiggendo Sabu in un Extreme Rules match a ECW on Sci-Fi), Matt Hardy (sconfiggendo Joey Mercury a SmackDown!) e Finlay (sconfiggendo lo United States Champion Chris Benoit e Montel Vontavious Porter in un Triple Threat match, disputato a SmackDown!). L'ultimo match di qualificazione fu quello tra Ric Flair e Carlito che, però, finì in doppia squalifica a causa dell'interferenza di The Great Khali, il quale venne sfidato da Kane in un match a WrestleMania. Nella seguente puntata di Raw, Randy Orton sconfisse Flair e Carlito in un Triple Threat Elimination match, diventando l'ottavo ed ultimo qualificato per il Ladder match di WrestleMania. Dopo che Edge e Orton decisero di porre fine al loro tag team a causa dei continui contrasti, Edge cercò di far togliere Orton dal Money in the Bank Ladder match e viceversa fece Orton con Edge. Entrambi, però, riuscirono a mantenere i propri posti nel Ladder match di WrestleMania.
A No Way Out, lo United States Champion Chris Benoit e gli Hardy Boyz (Matt e Jeff) sconfissero Montel Vontavious Porter e gli MNM (Joey Mercury e Johnny Nitro) in un Six-man Tag Team match. Dopo essersi scontrati all'interno di vari Tag Team e Triple Threat match, MVP disse di essere un "vero" campione degli Stati Uniti, al contrario di Benoit. Dunque venne annunciato un match tra Benoit e MVP per lo United States Championship a WrestleMania.

## Evento
Prima della messa in onda dell'evento, Carlito e Ric Flair sconfissero Chavo Guerrero e Gregory Helms in un Lumberjack match dopo che Carlito eseguì il Backstabber su Guerrero.
L'evento fu introdotto dall'esibizione di Aretha Franklin, la quale cantò "America the Beautiful".

### Match preliminari

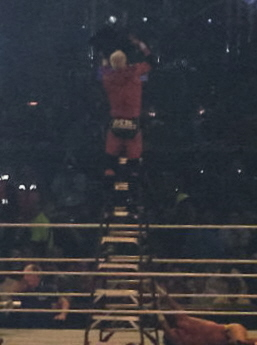
Mr. Kennedy si impossessa della valigetta per vincere il Money in the Bank Ladder match.

Il primo incontro ad andare in onda fu il Money in the Bank Ladder match tra CM Punk, Edge, Finlay, Jeff Hardy, King Booker, Matt Hardy, Mr. Kennedy e Randy Orton. Dopo che tutti i contendenti si colpirono a vicenda con delle scale, Matt Hardy eseguì il Side Effect su Edge. In seguito, Edge si vendicò proiettando lo stesso Matt attraverso una scala dopo l'esecuzione di un suplex. Dopo aver colpito Edge con una scala, Mr. Kennedy tentò la Kenton Bomb su Matt Hardy; tuttavia quest'ultimo si spostò facendolo schiantare sopra una scala. Dopo che fallì l'esecuzione della manovra aerea, Kennedy venne colpito dalla Swanton Bomb di Jeff Hardy. Matt e Jeff lottarono poi sulla sommità di una scala, ma Finlay intervenne facendoli cadere. Successivamente Finlay tentò di colpire Edge con una scala, però questi lo atterrò con la Spear. Edge eseguì poi la Spear in successione anche su Booker, Kennedy, Punk e Orton. Edge tentò quindi la scalata verso la valigetta, ma Jeff e Matt lo gettarono all'esterno del ring. Matt posizionò Edge sopra una scala, che si trovava a cavalcioni tra l'apron ring e la barricata di sicurezza, permettendo a Jeff di colpirlo con un leg drop dalla cima di un'altra scala. In seguito all'impatto (la scala su cui era posizionato Edge si spezzò) sia Edge che Jeff furono soccorsi dai medici e trasportati nel backstage, abbandonando di fatto la contesa. Dopodiché il match continuò, con Orton che colpì Matt, Finlay e Kennedy con la RKO per poi battagliare con Punk sulla sommità di una scala. Dopo vari scambi di colpi, Orton eseguì una RKO su Punk dalla cima della scala. Orton ritornò dunque sulla scala, ma venne colpito sulla cima di essa dalla Book-End di Booker. Poco dopo, mentre stava tentando la scalata solitaria, Booker venne fermato da Matt, il quale prese in ostaggio Queen Sharmell (manager di Booker) con l'intenzione di eseguire su di lei la Twist of Fate. Booker scese quindi dalla scala per salvare Sharmell, ma, nonostante sia riuscito a liberarla, lui stesso finì vittima della Twist of Fate di Matt. Dopo un batti e ribatti tra Finlay e Matt, il primo colpì il secondo con una Celtic Cross attraverso una scala. Con entrambi a terra, Hornswoggle, l'aiutante di Finlay, entrò sul ring e salì sulla scala per impossessarsi della valigetta in favore del suo alleato; tuttavia Kennedy lo bloccò per poi colpirlo con un Green Bay Plunge dalla cima della scala. Nel finale, dopo aver colpito Punk con una scala, facendolo cadere da un'altra, Kennedy si impossessò della valigetta del Money in the Bank per vincere il match.
Il match seguente fu tra Kane e The Great Khali. Durante l'incontro, Kane riuscì a sollevare Khali per poi schiantarlo al tappeto con una body slam (rendendo omaggio alla manovra che Hulk Hogan eseguì su André the Giant a WrestleMania III). Nel finale, dopo averne contrattaccato l'offensiva, Khali colpì Kane con la Khali Bomb per poi schienarlo e vincere la contesa.
Il terzo match della serata fu quello valevole per lo United States Championship tra il campione Chris Benoit e lo sfidante Montel Vontavious Porter. Durante le fasi iniziali dell'incontro entrambi si portarono in vantaggio l'uno sull'altro, con Benoit che tentò poi di eseguire un super german suplex su MVP dalla terza corda; tuttavia quest'ultimo contrattaccò la manovra gettando lo stesso Benoit sulle corde. Dopo un breve dominio di MVP, Benoit colpì il suo avversario con il rolling german suplex per poi tentare il diving headbutt che, però, fallì poiché MVP lo colpì con un superplex dalla terza corda. Dopo vari scambi di suplex, Benoit tentò la Crippler Crossface su MVP ma questi si liberò per poi eseguire il Ballin' Elbow. Dopo aver fallito un big boot all'angolo, MVP subì un altro rolling german suplex di Benoit, il quale eseguì in rapida successione il diving headbutt per poi schienare lo stesso MVP, vincendo il match e mantenendo il titolo.

### Match principali

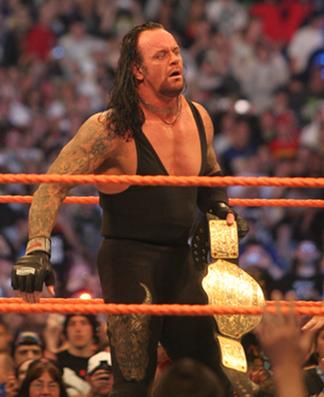
The Undertaker sconfisse Batista per vincere il suo primo World Heavyweight Championship.

Il match successivo fu quello valevole per il World Heavyweight Championship tra il campione Batista e lo sfidante The Undertaker. L'incontro iniziò con Batista che eseguì la Spear su The Undertaker. Dopo vari scambi di colpi, The Undertaker eseguì in successione lo snake eyes, il big boot, lo standing leg drop e la Old School per poi tentare la Chokeslam che, tuttavia, fallì poiché Batista la contrattaccò. Dopo averlo colpito con una flying clothesline, The Undertaker eseguì un suicide dive su Batista verso l'esterno del ring per poi colpirlo con il guillotine leg drop. Dopo essersi gettati a vicenda contro dei gradoni d'acciaio, Batista eseguì una powerslam su The Undertaker attraverso un tavolo dei commentatori. Dopo essere risalito sul ring al conto di nove da parte dell'arbitro, The Undertaker subì un belly to belly suplex di Batista il quale, successivamente, tentò la Batista Bomb; tuttavia la manovra fallì perché The Undertaker lo colpì con la Last Ride. Dopo essersi liberato dallo schienamento al conto di due, Batista eseguì la spinebuster su The Undertaker per poi ritentare la Batista Bomb che, però, lo stesso The Undertaker rovesciò nella Chokeslam, la quale non valse tuttavia la vittoria. Dopo aver eseguito la Spear, Batista riuscì finalmente a colpire The Undertaker con la Batista Bomb; tuttavia quest'ultimo si liberò incredibilmente dallo schienamento al conteggio di due. Nel finale, dopo aver contrattaccato una powerslam, The Undertaker eseguì il Tombstone Piledriver su Batista per poi schienarlo e vincere il match, conquistando il titolo per la prima volta e portando la sua Streak sul 15-0.
Nel quinto incontro dell'evento gli ECW Originals (Rob Van Dam, Tommy Dreamer, Sabu e The Sandman) affrontarono il New Breed (Elijah Burke, Kevin Thorn, Marcus Cor Von e Matt Striker). Durante le fasi iniziali gli ECW Originals controllarono la contesa, prima con Sabu che eseguì un flying dropkick su Striker e poi con The Sandman, il quale colpì lo stesso Striker con un guillotine leg drop. Dopo che Burke ricevette il cambio da Striker, il New Breed si portò in vantaggio. Burke eseguì l'Elijah Experience su Dreamer; salvo poi subire, insieme al compagno Cor Von, una doppia neckbreaker sempre da parte di Dreamer. Dopo essere diventato l'uomo legale, Van Dam eseguì un monkey flip su Striker per poi ridare il cambio a Dreamer, il quale colpì lo stesso Striker con una DDT. Dopo che Sabu e The Sandman colpirono rispettivamente Cor Von e Burke con un diving senton e una clothesline all'esterno del ring, Van Dam (l'uomo legale) eseguì la Five-Star Frog Splash su Striker per vincere il match in favore degli ECW Originals.
L'incontro che seguì fu l'Hair vs. Hair match tra l'ECW World Champion Bobby Lashley (in rappresentanza di Donald Trump) e l'Intercontinental Champion Umaga (in rappresentanza di Vince McMahon) con Steve Austin nel ruolo di arbitro speciale. La stipulazione prevedeva la rasatura a zero dei capelli di Trump o McMahon, qualora uno dei due rispettivi assistiti (Lashley o Umaga) venisse sconfitto. Durante la fasi iniziali del match sia Lashley che Umaga si portarono in vantaggio l'uno sull'altro, con Austin attento a redarguire ogni loro scorrettezza. Successivamente, dopo che Umaga colpì Austin con il Samoan Spike, Shane McMahon (figlio di Vince) arrivò sul ring in aiuto di Umaga stesso, prendendo il posto di Austin come arbitro della contesa per poi eseguire con un bidone dell'immondizia il Coast to Coast su Lashley. Dopo che Umaga eseguì un samoan splash su Lashley, andando vicino alla vittoria, Austin portò Shane all'esterno del ring e lo colpì con la Stunner, tornando a ricoprire il ruolo dell'arbitro. Nel finale, dopo che Trump attaccò Vince fuori dal quadrato, Austin colpì Umaga con la Stunner permettendo a Lashley l'esecuzione della Spear per ottenere la vittoria. Al termine dell'incontro, come da stipulazione, Trump e Lashley rasarono a zero i capelli di Vince dopo che questi venne colpito dalla Stunner di Austin. Dopo aver rasato i capelli di Vince, Austin colpì anche Trump con la Stunner per poi tornarsene festeggiante nel backstage.
Il settimo incontro della serata fu il Lumberjill match valevole per il WWE Women's Championship tra la campionessa Melina e la sfidante Ashley. Durante il match entrambe si portarono in vantaggio l'una sull'altra, con Ashley che colpì poi Melina con una hurricanrana. Nel finale, dopo che Ashley fallì l'esecuzione di un flying elbow dalla terza corda, Melina la schienò con un roll-up per vincere la contesa e mantenere il titolo.

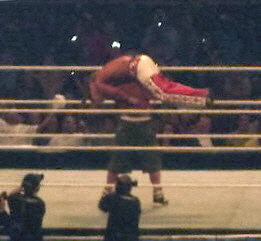
John Cena esegue la F-U su Shawn Michaels.

Il main event fu l'incontro per il WWE Championship tra il campione John Cena e lo sfidante Shawn Michaels. Durante le fasi iniziali del match, Michaels si portò in vantaggio nei confronti di Cena sia fisicamente che psicologicamente. In seguito, Cena controllò la contesa dopo aver colpito Michaels con dei flying shoulder block. Dopo averlo lanciato all'esterno del ring, Michaels eseguì un moonsault su Cena sopra un tavolo dei commentatori per poi danneggiargli ripetutamente la gamba sinistra. Successivamente, dopo che subì una collisione contro un paletto del ring, Michaels iniziò a sanguinare dalla fronte, permettendo a Cena di colpirlo con la Protobomb e il Five Knuckle Shuffle. Dopo aver contrattaccato la F-U di Cena, Michaels tentò la Sweet Chin Music ma, a causa dello spostamento di Cena stesso, finì per eseguirla sull'arbitro, mettendolo KO. Sfruttando il momento, Cena tentò la F-U su Michaels però questi rovesciò la manovra in una DDT. Con l'arbitro ancora a terra, Michaels portò Cena fuori dal quadrato per poi colpirlo con un piledriver sopra dei gradoni d'acciaio, procurandogli una ferita al capo. Rientrati sul ring, e con l'arbitro ripresosi, Michaels eseguì un flying forearm smash su Cena per poi colpirlo con il diving elbow drop dal paletto. Michaels tentò quindi la Sweet Chin Music, ma Cena lo intercettò con una  flying clothesline per poi colpirlo con la F-U e schienarlo; tuttavia Michaels si liberò dallo schienamento dopo un conto di due. Poco dopo, Michaels provò un attacco aereo dal paletto, però Cena lo bloccò al volo per poi tentare la F-U che, tuttavia, fallì poiché lo stesso Michaels evitò l'esecuzione di essa. Dopo aver schivato la mossa, Michaels tentò subito la Sweet Chin Music ma Cena lo intrappolò nella STFU da cui, successivamente, Michaels stesso si liberò toccando le corde del ring. Dopo aver evitato un enzuigiri kick, Cena tentò di riapplicare la STFU; tuttavia Michaels rovesciò la presa schienandolo con un inside cradle, dal quale Cena si liberò al conteggio di due. Pochi attimi dopo, Michaels eseguì finalmente la Sweet Chin Music su Cena e lo schienò; tuttavia quest'ultimo si liberò incredibilmente al conto di due. Nel finale, dopo un batti e ribatti, Cena applicò la STFU su Michaels per forzarlo alla sottomissione, vincendo così il match per mantenere il titolo.

## Risultati
| #    | Incontri | Stipulazioni | Durata |
| ---- | --- | --- | ------ |
| Dark | Carlito e Ric Flair hanno sconfitto Chavo Guerrero e Gregory Helms                                                  | Tag team lumberjack match                                                                                                 | —      |
| 1    | Mr. Kennedy ha sconfitto CM Punk, Edge, Finlay, Jeff Hardy, King Booker, Matt Hardy e Randy Orton                   | Money in the bank ladder match                                                                                            | 24:10  |
| 2    | The Great Khali ha sconfitto Kane                                                                                   | Single match | 05:30  |
| 3    | Chris Benoit (c) ha sconfitto Montel Vontavious Porter                                                              | Single match per il WWE United States Championship                                                                        | 09:15  |
| 4    | The Undertaker ha sconfitto Batista (c)                                                                             | Single match per il World Heavyweight Championship                                                                        | 15:46  |
| 5    | Rob Van Dam, Sabu, Sandman e Tommy Dreamer hanno sconfitto Elijah Burke, Kevin Thorn, Marcus Cor Von e Matt Striker | Four-on-four tag team match                                                                                               | 07:27  |
| 6    | Bobby Lashley (con Donald Trump) ha sconfitto Umaga (con Armando Alejandro Estrada e Vince McMahon)                 | Single match con Steve Austin come arbitro speciale Se Umaga avesse perso, Vince McMahon avrebbe dovuto radersi i capelli | 13:00  |
| 7    | Melina (c) ha sconfitto Ashley                                                                                      | Lumberjill match per il WWE Women's Championship                                                                          | 03:40  |
| 8    | John Cena (c) ha sconfitto Shawn Michaels per sottomissione                                                         | Single match per il WWE Championship                                                                                      | 29:27  |

### Altre presenze
| Commentatori - Jerry "The King" Lawler - Raw - Jim Ross - Raw - Michael Cole - SmackDown! - John "Bradshaw" Layfield- SmackDown! - Joey Styles - ECW - Tazz - ECW Commentatori spagnoli Annunciatori - Tony Chimel - SmackDown! - Howard Finkel - per la WWE Hall of Fame - Lilián García - Raw / Money in the Bank - Theodore Long - Batista/Undertaker match - Justin Roberts - ECW Altri - Donald Trump | Arbitri - Scott Armstrong - ECW - Mike Chioda - Raw - Jack Doan - Raw - Marty Elias - Raw - Mickie Henson - SmackDown! - Jim Korderas - SmackDown! - Charles Robinson - SmackDown! Intervistatori - Jonathan Coachman - Todd Grisham | Segmento di ballo nel backstage - JTG - Shad Gaspard - Eugene - Ron Simmons - Kelly Kelly - Layla - Brooke Adams - Slick - The Fabulous Moolah - Mae Young - Ricky Steamboat - Jimmy Hart - Irwin R. Schyster - Dusty Rhodes - Sgt. Slaughter - Howard Finkel - Gene Okerlund - Pat Patterson - Gerald Brisco |

## Curiosità
- Aretha Franklin ha cantato America the Beautiful all'inizio dell'evento, come già fatto venti anni prima a WrestleMania III.
- Tra le celebrità presenti all'evento figuravano: Franklin, Trump e Miss USA 2006 Tara Conner (Hair vs. Hair match), Miss USA 2007 Rachel Smith, Miss Teen USA 2006 Katie Blair, Miss Universo 2006 Zuleyka Rivera, membri dei Detroit Tigers, Thomas Hearns, Dominik Hašek dei Detroit Red Wings e Rev. Run dei Run DMC.
- Per la prima volta, lo United States Championship viene difeso con successo in un'edizione di WrestleMania.
- Per la quarta volta consecutiva, il vincitore della Royal Rumble ha lottato per il World Heavyweight Championship, vincendo.
- Per la quinta volta consecutiva, non si è disputato un incontro valido per l'Intercontinental Championship.
- Con la sua vittoria, The Undertaker è diventato il primo wrestler ad aver vinto il World Heavyweight Championship ed il WWE Championship a WrestleMania, seguito da John Cena.
- Per la prima volta, i due detentori del World Tag Team Championship (John Cena e Shawn Michaels) si sono affrontati con un titolo singolo in palio, in questo caso il WWE Championship (detenuto da Cena). L'ultima volta che ciò accadde fu a WrestleMania 21 di due anni prima tra i due detentori del WWE Tag Team Championship, Eddie Guerrero e Rey Mysterio, con la differenza che i due si affrontarono senza alcun titolo in palio.